# Carrowkeel Turlough SAC
Carrowkeel Turlough SAC este o arie protejată (arie specială de conservare — SAC, sit de importanță comunitară — SCI) din Irlanda întinsă pe o suprafață de 40,97 ha, integral pe uscat.

## Localizare
Centrul sitului Carrowkeel Turlough SAC este situat la coordonatele 53°40′03″N 9°03′34″W / 53.667403°N 9.059498°V.

## Înființare
Situl Carrowkeel Turlough SAC a fost declarat sit de importanță comunitară în noiembrie 1997 pentru a proteja 1 specie de animale. Situl a fost protejat și ca arie specială de conservare în noiembrie 2017.

## Biodiversitate
Situată în ecoregiunea atlantică, aria protejată conține 1 habitat natural: Turlough.
La baza desemnării sitului se află o specie protejată de  păsări: nagâț (Vanellus vanellus).
Pe lângă speciile protejate, pe teritoriul sitului au mai fost identificate 1 specie de plante.